# Počernický rybník
Počernický rybník (nebo dříve také Velký počernický rybník) je rybník ve východní části Prahy, v katastru Dolní Počernice v městském obvodu Praha 9. Má rozlohu 19,4 ha a je podle rozlohy největším rybníkem v Praze. Svým objemem 310 000 m³ se řadí na 3. místo za rybníky Kyjský a Podleský. Počernický rybník je součástí přírodní památky Počernický rybník. Plocha tvaru větrného pytle má uprostřed malý ostrůvek, břehy jsou porostlé stromy. Na jihovýchodní straně probíhá tzv. Městský okruh – Štěrboholská spojka, podél jihozápadního břehu vede Českobrodská silnice.
Rybník vznikl patrně kolem roku 1848, kdy bylo přehrazeno mělké údolí na východní straně zámeckého parku v Dolních Počernicích. Poměrně mladý rybník je vybaven obtokovou stokou a pískovcovým mostem přes výpusť, nedávno obnoveným. Původně byl odděleně napájen Rokytkou a Říčanským potokem a v době svého vzniku byl o něco větší (asi 22 ha). Nyní se oba toky již před ústím do rybníka spojují. 

## Hráz
Hráz je vysoká 5,2 m a její délka je 360 m.

## Vodní režim
Rybníkem protéká Rokytka. Nádrž dosahuje hloubky nejvýše 3 m.

## Využití
V době svého vzniku sloužil rybník k zadržování vody pro mlýny ležící níže pod ním. Vozily se do něj také rybí sádky z okolí, které pak zásobily pražské trhy, a v zimě se z něj vysekával nebo vyřezával led pro hospody. Až ve 20. století začal být rybník využíván jako chovný, začal se hnojit a pravidelně vypouštět. Je důležitý také jako ochrana před povodněmi. Sportovní rybaření není povoleno, travnatá pláž na jižní straně je místem vhodným ke koupání, v zimě se na rybníku bruslí.

## Ochrana přírody
Spolu s okolím tvoří od roku 1988 stejnojmennou přírodní památku o rozloze 41,76 ha. Břehy jsou porostlé rákosem. V chráněném území se nachází velké množství různých rostlin i živočichů, přičemž mnohé z nich patří mezi vzácné až ohrožené druhy. Rybník je také významnou ptačí lokalitou. Hnízdí zde labuť velká, ledňáček říční, moudivláček lužní, lyska černá, potápka roháč a v zimě sem zavítá i volavka popelavá. Při tahu je zde možné spatřit i orlovce říčního, kormorána velkého nebo lžičáka pestrého.

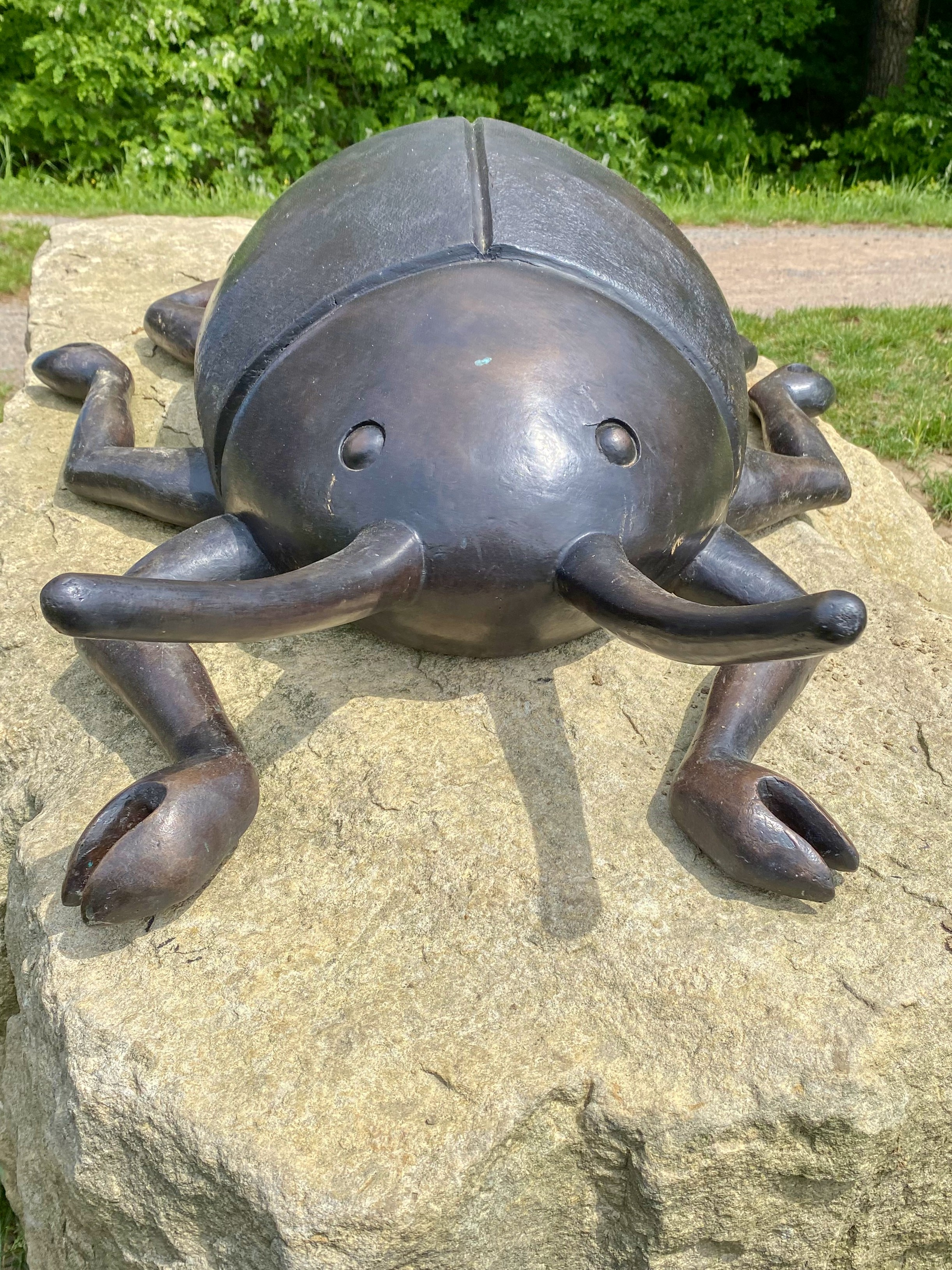
Socha brouka

V letech 2004–2006 byla provedena kompletní revitalizace rybníka, jejíž součástí byla i rekonstrukce pískovcového mostu, hráze a dalších objektů. Součástí byla i výstavba malého ostrůvku a vyhloubení několika mělkých tůní v okolí rybníka pro rozvoj drobných živočichů.
Roku 2009 byly dva duby letní na hrázi prohlášeny za památné stromy.
Už v roce 1888 byla na pravém břehu rybníka umístěna první hydrobiologická stanice na světě, nazývaná Broukárna. Jejím zakladatelem byl prof. Antonín Frič, stanice ale fungovala jako laboratoř jen do roku 1894. Stanice se zabývala měřením síly větru, teploty vody a vzduchu, průzkumem planktonu a rybničního dna a také pozorováním kaprů. V roce 1892 vznikla z původního dřevěného domku zděná stavba, po ukončení výzkumné činnosti využívaná porybnými jako strážný domek. V roce 2023 byla na pravém břehu rybníka asi 80 m od hlavní hráze jako připomínka Broukárny instalována socha „velkého brouka“ od Romana Franty.